# Uretra membranosa
L'uretra membranosa è la parte intermedia dell'uretra maschile, e la più breve, meno dilatabile e, con l'eccezione solo dell'orifizio esterno, la parte più stretta del canale.

## Anatomia

### Descrizione
L'uretra membranosa, chiamata anche uretra trigonale, membranacea, diaframmatica, sfinteriale o intermedia, è il segmento più distale dell'uretra retrograda. Si sviluppa dall'uretra postprostatica (uscente dall'apice della prostata) e si estende fino al bulbo uretrale (ove incontra la metà ventrale del pene), perforando il diaframma urogenitale circa 2,5 cm sotto e dietro la sinfisi pubica. Si estende verso il basso e in direzione anticaudale con una cospicua concavità anteriore, designando una curva di raggio variabile: l'arco uretrale o uretropelvico. La maggior parte di questo segmento uretrale è completamente circondata dalle fibre muscolari uretraciniche dello sfintere uretrale esterno, che compongono un rivestimento circolare detto uretra esterna; è inoltre posto in relazione con il muscolo contralaterale dell'uretra. Su entrambi i lati, circa a metà del diaframma urogenitale, si trovano le due ghiandole diaframmatiche che fanno parte del complesso delle ghiandole di Cowper. I loro dotti pre-eiaculatori sfociano tuttavia nel segmento successivo, l'uretra bulbare, nella zona in cui sboccano anche le ghiandole bulbouretrali e terminano i frenuli della cresta uretrale. Come ogni altro segmento, l'uretra membranosa contiene ed è circondata da un complesso labirintico di ghiandole uretrali e parauretrali, il cui numero complessivo supera ampiamente il centinaio; inoltre include minuscole creste uretrali ed è attraversata dalla cresta uretrale superiore. Il pavimento uretrale di questo tratto è noto come membrana uretrale o fascia uretro-trigonale.

#### Classificazione
1. Questo tratto di canale può essere suddiviso in tre porzioni minori, più per la posizione rispetto al diaframma urogenitale che per un'effettiva differenza di composizione tissutale:
- Uretra membranosa prossimale: il brevissimo tratto che precede l'ingresso nella fascia superiore del diaframma urogenitale, corrispondente alla prima parte della parete posteriore. In molti individui questa sezione è del tutto assente, a vantaggio dell'uretra prostatica distale (inizio dell'uretra craniale); è l'unica porzione dotata di ampio lume, circa 9 mm.[1][16][17]
- Uretra membranosa mediana: la sezione principale dell'uretra membranosa, decorre nel diaframma urogenitale ed è interamente circondata dalle fibre muscolari uretraciniche dello sfintere uretrale esterno. Corrisponde a buona parte della parete posteriore e della parete anteriore, ed è completamente avvolta dall'uretra esterna del diaframma urogenitale. In genere l'estensione è 2 cm, ma può di fatto variare tra 1,25 cm e 3,8 cm. Il lume è molto ristretto (4 - 5 mm) e scarsamente dilatabile.[1][16][17][18]
- Uretra membranosa distale: il breve tratto fuoriuscente dalla fascia inferiore del diaframma urogenitale, corrispondente alla porzione rimanente della parete anteriore. Designa una cospicua curva e si immette nell'ampolla uretrale del bulbo membranoso. Di norma questa sezione misura 0,5 cm ma è soggetta a variazioni, passando da misure quasi trascurabili in alcuni individui ad oltre 1,5 cm in altri.[1][16][17][19]

2. Un'ulteriore classificazione distingue semplicemente il tratto di canale compreso tra le due fasce del diaframma urogenitale dai brevi tratti agli estremi:
- Uretra membranosa intermedia: la porzione che decorre nel diaframma urogenitale, tra la fascia superiore e la fascia inferiore, includendo buona parte della parete anteriore e posteriore. Questo tratto è completamente avvolto dalle fibre muscolari uretraciniche dello sfintere uretrale esterno, il cui complesso, di forma anulare, costituisce il canale concentrico dell'uretra esterna.[1][18][20][21]
- Uretra membranosa laterale: comprende le sezioni sopra definite come prossimale e distale, situate rispettivamente sopra la fascia superiore e sotto la fascia inferiore.[1][18][20][21]

#### Dimensioni
La lunghezza dell'uretra membranosa è soggetta ad un'ampia variabilità, oscillando tra 1,5 cm e 5 cm. Gli studi effettuati sembrano mostrare un dato medio di circa 2,5 cm, con un intervallo medio di 2 - 3,5 cm, tuttavia le differenze tra un individuo e l'altro possono essere notevoli. Una prima indagine, effettuata su oltre cento volontari a vescica vuota (per evitare estensioni) ha rivelato una lunghezza media di 2,5 cm, ma con dati molto fluttuanti e compresi tra 1,7 cm e 4,7 cm. Una seconda indagine, svolta su diverse centinaia di volontari, ha confermato il dato medio della precedente, rinvenendo che la maggior parte dei dati si colloca tra 1,9 cm e 4,4 cm.  Tuttavia, tra i campioni erano presenti alcune estensioni pari a solo 1,5 cm, e altre dell'ordine di 5 cm. La grande variabilità dei risultati può essere imputata alla differente struttura di questo segmento uretrale, che in alcuni individui designa un arco uretrale molto prominente e in altri meno accennato; inoltre, in alcuni uomini l'uretra membranosa è quasi limitata al solo diaframma urogenitale (sezione mediana), mentre in altri si estende sensibilmente sopra e sotto di esso, nelle sezioni prossimale e distale. La sezione mediana costituisce la maggior parte della lunghezza, con un'estensione di circa 2 cm e variabile tra 1,25 cm e 3,8 cm.
Il diametro dell'uretra membranosa è molto ridotto: nei giovani, questo segmento uretrale è il più ristretto di tutti, unito eventualmente al meato uretrale esterno. Il primissimo tratto della sezione anteriore, che continua dall'uretra prostatica craniale, ha un diametro di 9 mm, che tuttavia rastrema molto rapidamente, riducendosi a solo 5 mm nelle sezioni centrale e distale. In alcuni individui, può essere anche più stretto e misurare soltanto 4 mm. Nella popolazione anziana, a causa dell'inevitabile ingrossamento della prostata, è molto comune che l'uretra prostatica diventi il tratto più ristretto, scendendo anche al di sotto dei 5 mm. In ogni caso, l'uretra membranosa risulta quasi sempre il tratto dotato di minore elasticità latitudinale, e quindi meno dilatabile, dell'intera uretra, paragonabile soltanto al meato uretrale esterno (al termine del vestibolo uretrale).
L'uretra membranosa è soggetta ad un lieve (in genere impercettibile) allungamento in corrispondenza del riempimento vescicale, non paragonabile a quello subito dall'uretra prostatica e soprattutto preprostatica. Possiede tuttavia una discreta elasticità longitudinale, infatti può subire una notevole estensione (anche oltre 1 cm) durante la fase iniziale e centrale della minzione, o in corrispondenza di una distensione del diaframma urogenitale.
Nel neonato, l'uretra membranosa misura circa 0,5 cm di lunghezza per 3 mm di diametro, ed è interamente compresa nel diaframma urogenitale, nonché nelle fibre muscolari dello sfintere uretrale esterno.
Secondo vari studi, durante le procedure di cateterismo e uretroscopia l'uretra membranosa risulta il punto che causa maggior dolore durante il passaggio degli strumenti, almeno nella popolazione giovane. Questo dato è facilmente imputabile alla sua scarsissima dilatabilità ed elasticità latitudinale, nonché al lume sensibilmente ristretto. Nei pazienti anziani, tuttavia, l'aumento di dimensione della prostata o di altre ghiandole parauretrali può alterare questo risultato, con l'uretra prostatica che tende a diventare il punto più doloroso.
Inoltre, l'uretra membranosa è soggetta ad un forte rischio di ostruzione a causa delle sue caratteristiche, poiché calcoli renali o uretrali, coaguli e corpi estranei tendono a rimanere bloccati, rendendoli sensibilmente più pericolosi e dolorosi nel maschio rispetto alla femmina.

### Caratteristiche peculiari
L'uretra membranosa è contraddistinta da una cospicua curva, simile ad una cicloide, la cui entità può tuttavia variare da un individuo all'altro: l'arco uretrale o uretropelvico.
La porzione posteriore del bulbo uretrale è in direzione opposta alla fascia inferiore del diaframma urogenitale, ma la sua porzione superiore diverge da questa fascia in maniera sostanziale: la parete anteriore dell'uretra membranosa è quindi prolungata per un breve tratto di fronte al diaframma urogenitale, mentre la parete intermedia si trova tra le due fasce del diaframma. Di fronte allo sfintere uretrale esterno, la vena dorsale profonda del pene entra nella pelvi tra il legamento trasverso del bacino e il legamento arcuato laterale (situato presso l'arco pelvico). L'uretra membranosa è stabilizzata dai legamenti pubouretrali posteriori, che si portano dalla faccia posteriore dell'osso pubico all'uretra, e dalla fascia uretrale o legamento uretropelvico. Questi legamenti si inseriscono direttamente sugli anelli muscolari dello sfintere, che avvolgono l'uretra costituendo l'uretra esterna.
L'uretra membranosa presenta, come molti altri segmenti uretrali, molteplici estroflessioni dovute ai ripiegamenti della contigua mucosa periuretrale: le pliche mucose, chiamate creste uretrali o rughe uretrali. In particolare, presso l'imbocco della sezione prossimale, la cresta uretrale superiore (una cospicua fessura dorsale proveniente dall'uvula vescicale) si biforca in due (o talvolta tre) pieghe, note come frenuli della cresta uretrale o funicoli uretrali. Ciascun frenulo attraversa l'uretra membranosa e si immette nel primo tratto dell'uretra bulbare (presso l'ampolla uretrale), estendendosi per circa 4 - 5 cm di lunghezza (a riposo) per 2 mm di spessore massimo. Man mano che aumenta la distanza, cresce la divergenza tra i due (o tre) funicoli, che si allontanano l'uno dall'altro fino a collocarsi sui due lati opposti dell'uretra.

#### Rapporti con lo sfintere uretrale esterno
L'uretra membranosa è in stretto rapporto con lo sfintere uretrale esterno, le cui fibre muscolari più interne (uretraciniche) formano un rivestimento circolare simile ad un canale, noto come uretra esterna. Di fatto, l'intera sezione mediana di questo segmento uretrale è avvolta dallo sfintere striato dell'uretra. Nel maschio lo sfintere esterno è molto più complesso e voluminoso rispetto alla femmina: in parte perché deve sovrintendere anche ai processi dell'eiaculazione e della pre-eiaculazione; in parte perché la minzione avviene solo in corrispondenza di una notevole pressione, dal momento che l'uretra maschile è ristretta e può essere oltre dieci volte più lunga di quella femminile. Un'altra differenza è il fatto che, nel maschio, lo sfintere uretrale esterno sia separato rispetto al proprio omologo vescicale (lo sfintere uretrale interno), trovandosi di fatto 3 - 5 cm più in basso (anche per la cospicua presenza della ghiandola prostatica).
Lo sfintere uretrale esterno può essere diviso in quattro porzioni, tenendo conto del rapporto di ciascuna con l'uretra membranosa:
- Sfintere uretrale o uretrotrigonale: un sottile muscolo striato, piatto e a foggia di anello, che circonda l'uretra membranosa e consente il passaggio dell'urina e di altre secrezioni, incluse quelle di natura sessuale. La sua struttura è pressoché identica a quella dello sfintere uretrovaginale femminile, tuttavia lavora a pressioni molto maggiori e ha anche il compito di separare il liquido seminale dall'urina.[62][63][64][65]
- Muscolo uretroprostatico o uretrotrigonale: un muscolo spesso e innervato da fibre nervose somatiche, che consente la minzione e contribuisce ad evitare l'incontinenza. In alcuni manuali, è considerato un muscolo a sé stante rispetto allo sfintere, benché in contigua relazione con quest'ultimo; è l'omologo del muscolo uretrovaginale nella femmina.[62][63][64][65]
- Muscolo compressore dell'uretra o compressore uretrale: il muscolo che si eleva dal ramo ischiopubico, posteriore al piano dell'uretra membranosa; si estende in direzione anteriore, mediamente si fonde con il muscolo contralaterale dell'uretra e posteriormente si fonde con altre parti dello sfintere uretrale.[62][64][66][67] Contiene le due ghiandole diaframmatiche del sistema di Cowper, i cui dotti sboccano a livello dell'uretra bulbare. Origina alla base del ramo pubico inferiore destro e sinistro, e si avvolge anteriormente intorno all'uretra membranosa tramite molteplici anelli circolariː quando si contrae, la spinge contro la prostata.[68][69][70][71]
- Uretra esterna: il canale circolare composto da fasci di fibre muscolari uretraciniche concentriche. La porzione centrale è in relazione con il muscolo contralaterale dell'uretra. Circonda l'intera parte mediana dell'uretra membranosa, ed è costituito per buona parte dalle fibre striate del compressore uretrale; è posto in relazione sia con la parete anteriore sia con la parete posteriore.[68][72][73]

Oltre ai muscoli appena citati, il muscolo contralaterale dell'uretra interviene nel processo della minzione subendo degli spasmi; è situato al di sotto della ghiandola prostatica e sopra il muscolo del bulbo uretrale, e fa parte del più ampio muscolo trasverso del perineo. In prossimità dell'ampolla uretrale dell'uretra bulbare, invece, è possibile individuare uno stroma fibromuscolare che ospita il muscolo uretrale e il muscolo bulboglandulare, contenenti le ghiandole bulbouretrali.
La costrizione delle fibre muscolari uretraciniche, che circondano l'uretra membranosa, porta alla costrizione della stessa. Questo processo permette la minzione e inoltre impedisce che il liquido seminale si mescoli all'urina, in aggiunta, insieme al rigonfiamento delle creste uretrali, dei bulbi uretrali e e del corpo spugnoso (la spugna uretrale maschile), impedisce il reflusso del seme nella vescica, un fenomeno noto come eiaculazione retrograda. Durante l'eiaculazione, lo sfintere esterno si apre e lo sfintere esterno si chiude.

#### Epitelio ghiandolare
L'uretra membranosa contiene ed è circondata da numerose ghiandole uretrali e parauretrali, il cui numero complessivo supera ampiamente il centinaio.
Si distinguono, in particolare, due ghiandole macroscopiche, situate ai due estremi dell'uretra membranosa, sui lati del triangolo detto trigono urogenitale: le ghiandole diaframmatiche.

## Immagini aggiuntive

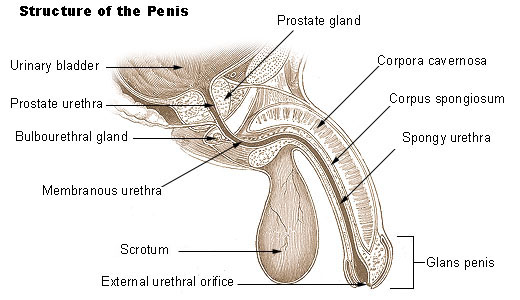
Struttura del pene (sezione ventrale e dorsale)
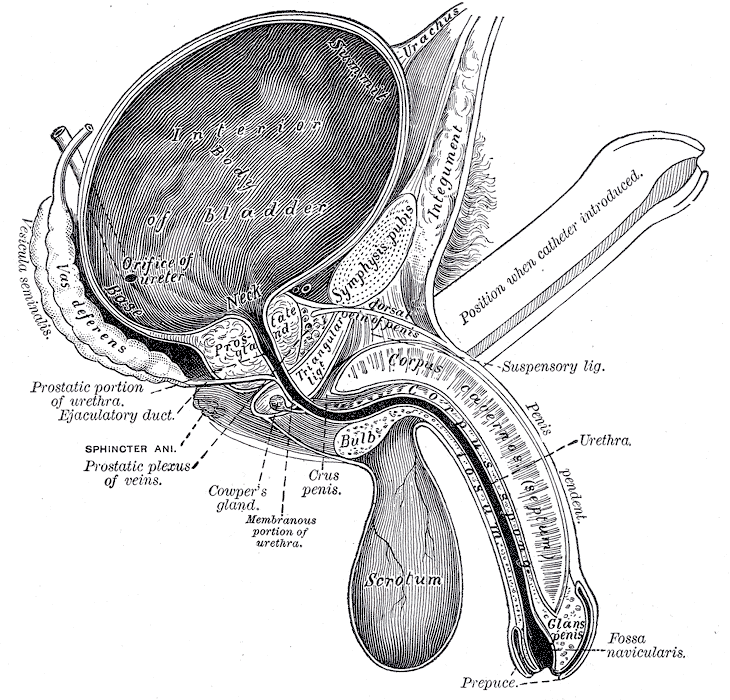
Sezione verticale di vescica, pene, e uretra.